# Loboscelidia cilia
Loboscelidia cilia (лат. ) — вид ос-блестянок рода Loboscelidia из подсемейства Loboscelidiinae (Chrysididae). Юго-Восточная Азия: центральный Вьетнам. Название происходит от латинского «cilia», что означает «ресничка», по заметным волоскам на глазу.

## Описание
Мелкие осы-блестянки (длина около 3 мм). Тело, усики и ноги красновато-коричневые; лентовидные волоски желтовато-коричневые. От близких видов отличается следующими признаками: глаз с прямыми волосками; передние и средние голени без отчётливого фланца; крыловая жилка M полная; Rs вдвое и более длиннее R. Усики прикрепляются горизонтально на носовом фронтальном выступе. Голова сзади переходит в шееподобный выступ, покрытый щетинками. Тегулы очень крупные, покрывают основания крыльев. В передних крыльях отсутствуют стигма, костальная и субкостальная жилки. Предположительно, как и другие виды своего рода, паразитоиды, в качестве хозяев используют яйца палочников (Phasmatodea). Вид был впервые описан в 2023 году японскими гименоптерологами Yu Hisasue и Toshiharu Mita (Entomological Laboratory, Университет Кюсю, Фукуока, Япония) и вьетнамским энтомологом Thai-Hong Pham (Mientrung Institute for Scientific Research, Вьетнамская академия наук и технологий (VAST), Хюэ, Вьетнам).